# Almanak

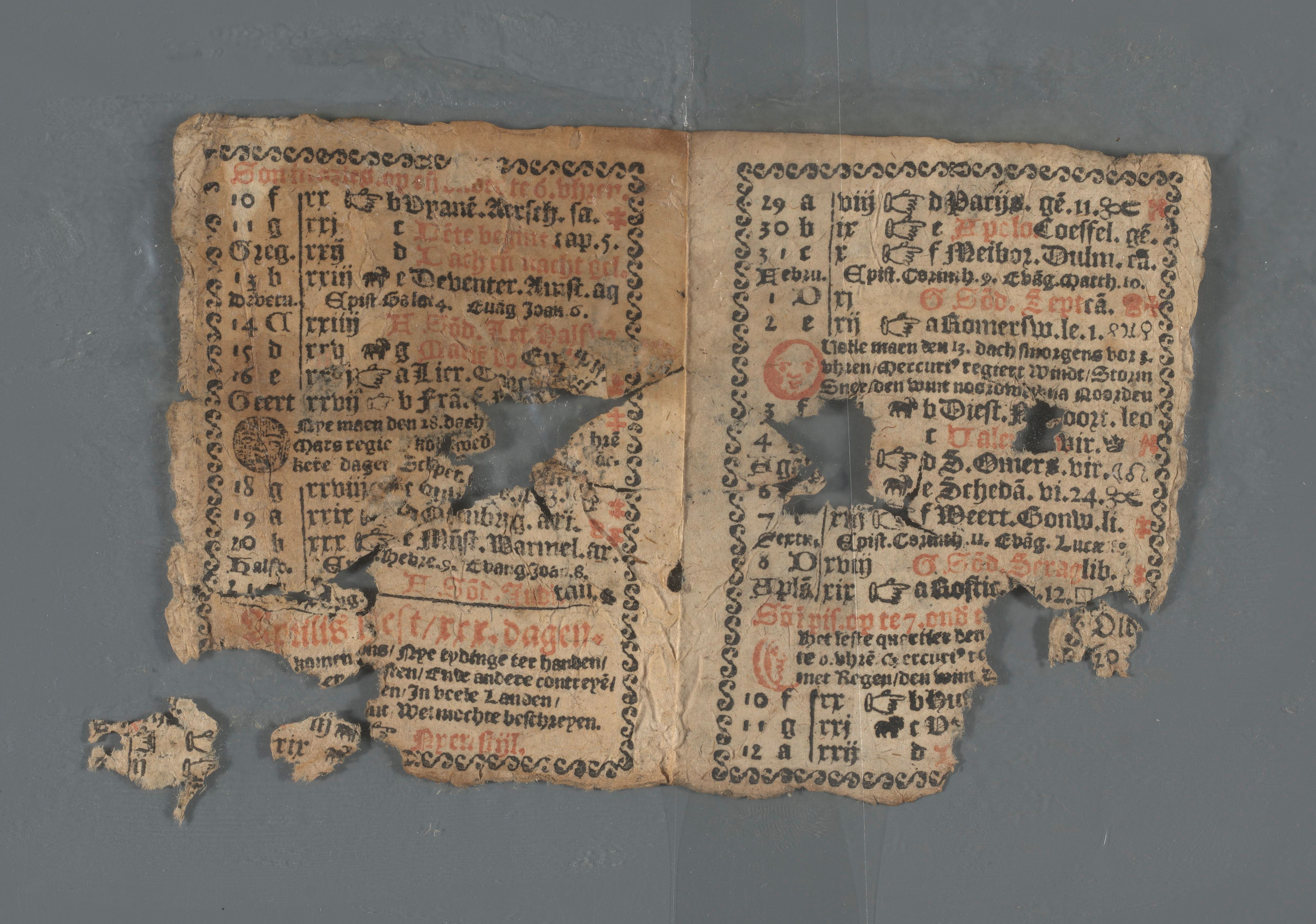
Deventer Almanak uit 1596, aangetroffen in de overblijfselen van het Behouden Huys op Nova Zembla

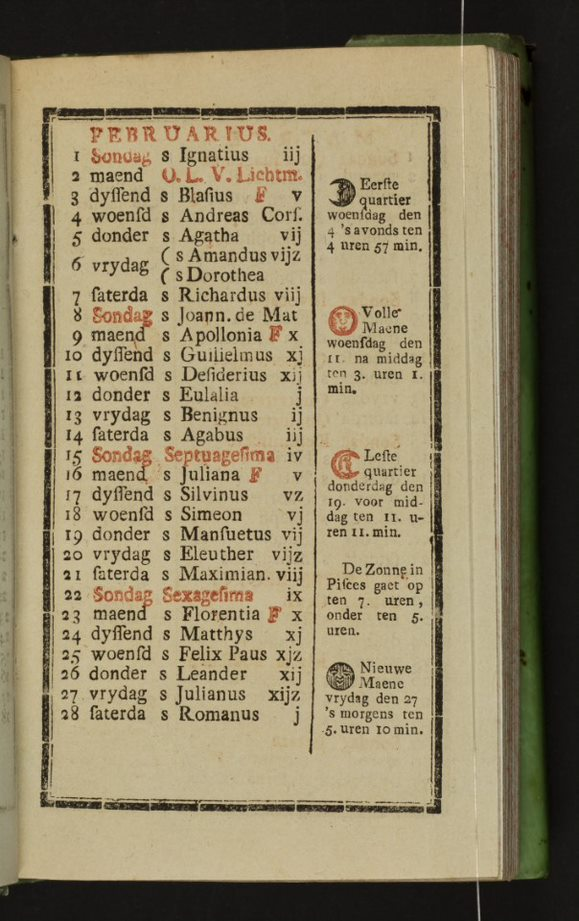
Jaarlijkse almanak van drukker Van Praet (Kuipersstraat 3), jaar 1778, ‘almanak voor het Brugse Vrije'. Bewaard in de Openbare Bibliotheek Brugge.

Een almanak is een jaarlijkse publicatie met steeds terugkerende informatie op bepaalde gebieden, deels geordend volgens de kalender.
In algemene almanakken kunnen astronomische gegevens gecombineerd worden met gegevens als de tijden van zonsopgang, zonsondergang, volle maan, getijden, maar ook dienstregelingen en openingstijden van overheidsinstellingen, feestdagen, posttarieven en weersvoorspellingen. Vanouds maken ook andere elementen zoals astrologische beschouwingen, kronieken, proza of poëzie ter ontspanning of simpelweg moppen, deel uit van almanakken.

## Geschiedenis

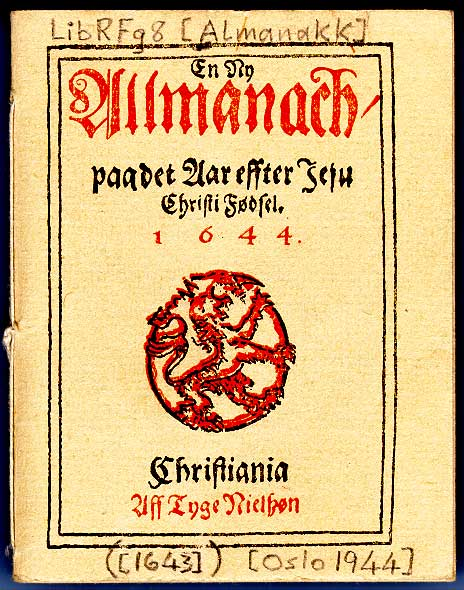
Noorse almanak uit 1643

Al in de Middelbabylonische tijden waren hemerologieën bijzonder populair en de moderne almanak is goed daarmee te vergelijken.
In veel plaatsen werden al sinds de 16e eeuw almanakken uitgegeven. De nog steeds verschijnende Enkhuizer Almanak bestaat al meer dan vier eeuwen. In de 19e eeuw beleefden almanakken een hoogconjunctuur. Ze werden aan de deur en op straat uitgevent. Er zijn ook veel gespecialiseerde jaarboekenreeksen, zoals studie- en studentenalmanakken, literaire jaarboeken, de officiële, nog bestaande Staatsalmanak en reclame-almanakken, waarvan vooral in het buitenland veel opmerkelijke voorbeelden bestaan. Er bestonden tot aan de Tweede Wereldoorlog ook hofalmanakken, almanakken van bestuursorganen, diplomaten, provinciale almanakken en gemeentelijke almanakken.
Omdat een almanak gebruiksdrukwerk voor iedereen is, zijn er van de vroegste maar weinig exemplaren bewaard gebleven, net als er bijvoorbeeld weinig oude telefoongidsen zijn. Een van de oudst bekende is de Deventer almanak van 1595 die in het Behouden Huys gevonden werd.

## Etymologie

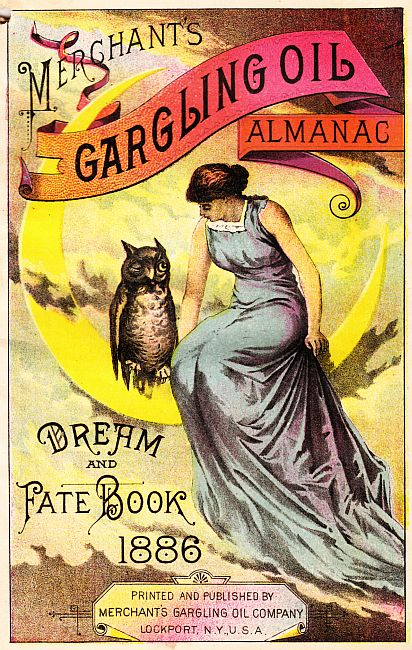
Amerikaanse reclame-almanak uit 1886

De oorsprong van het woord is onzeker.
Het wordt soms beschouwd als van (Spaans-)Arabische oorsprong, en zou dan komen van al Manah = de zonnewijzer. Het is later 'kalender' gaan betekenen, eerst in de betekenis als van een opeenvolging van dagen, dan als een reeks bijzondere dagen, zoals heiligendagen, langere perioden zoals jaargetijden, en jaarlijkse gebeurtenissen, zoals jaarmarkten en de bijbehorende (meteorologische) informatie, en werd daardoor meer en meer een naslagwerk.
Er is echter, bij het ontbreken van verwantschap met enig ander Arabisch woord, een theorie die stelt dat de Arabieren het aan het Laat-Griekse woord voor 'kalender' ontleenden: almenichakion en dat de wortels uit een duister Koptisch verleden stammen. Het stukje 'man' in 'al-man-ak', zou verwant zijn aan 'maan' of 'maand'.

## Enkele almanakken

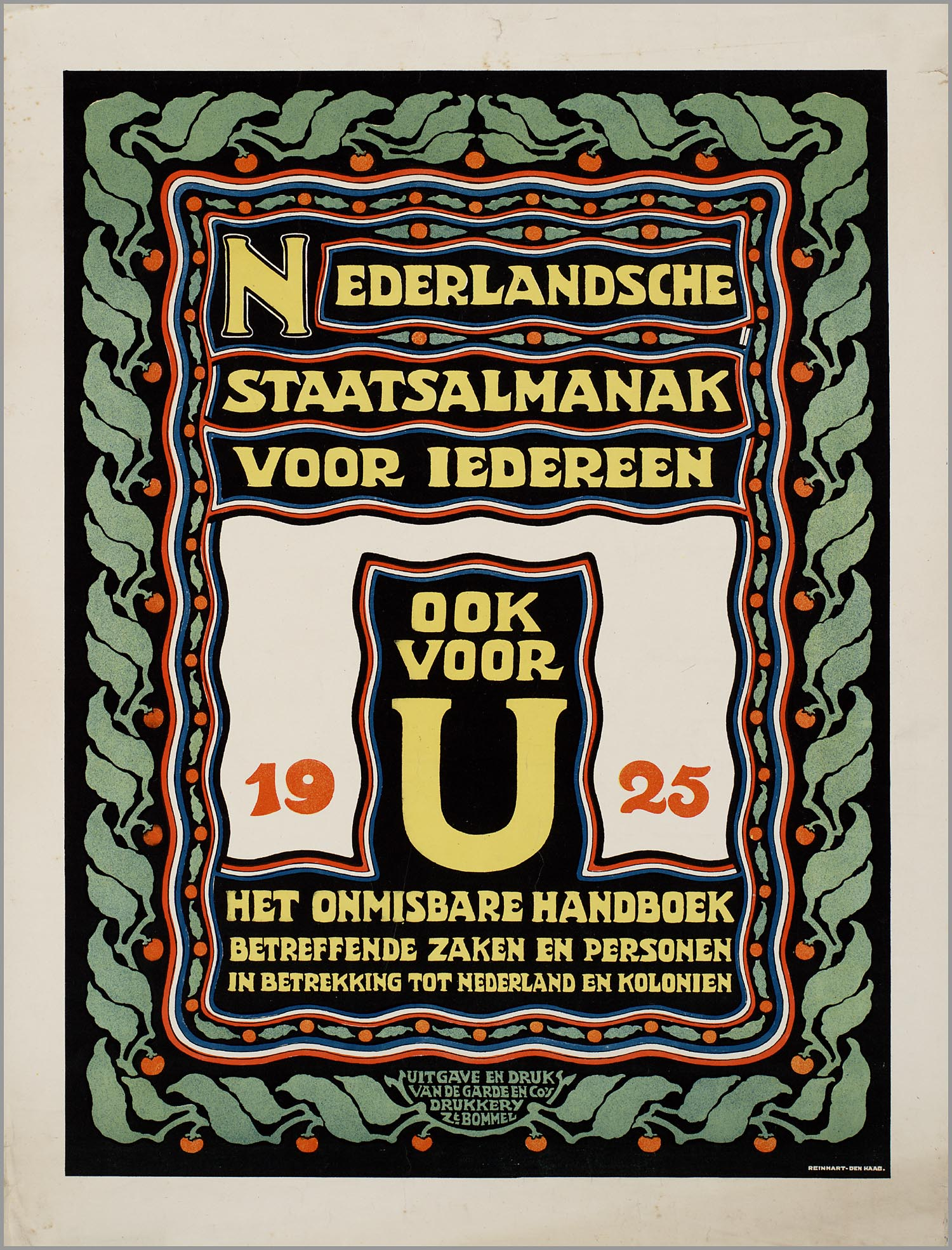
Nederlandsche Staatsalmanak (1925)

- Almanach de Gotha, een adelsregister
- Almanak van vernuft en smaak (1790-1817)
- Amsterdamse Studenten Almanak (sinds 1831)
- Deventer Almanak
- De Druivelaar
- Enkhuizer Almanak
- Groninger Studenten Almanak
- Groningsche Volksalmanak
- The People's Almanac, een driedelige serie over een breed scala van onderwerpen (1975-1979) van de Amerikaanse auteurs David Wallechinsky en Irving Wallace
- Poor Richard's Almanack
- Pyttersen's Nederlandse Almanak
- Snoecks
- Staatsalmanak
- Surinaamsche Almanak
- Tonalamatl

## Almanakberekenaars
- Dirck Rembrantsz van Nierop
- Pieter Rembrantsz van Nierop
- Regiomontanus
- Nostradamus
- Jan Albertsz van Dam
- Dirk Jansz van Dam
- Meindert Dirksz van Dam
- Jacob de Gelder
- Isaac Haringhuysen
- Adriaan Metius
- Mattheus van Nispen
- Lucas Jansz Sinck
- Andreas van Luchtenburg
- Hubertus de Clein
- Justin Bilthof

## Tentoonstellingen
- 1997 Een handdruk van de tijd, Provinciale Bibliotheek Leeuwarden, Historisch Museum Deventer en Prinsenhof Delft
- 1999 Met de tijd mee, Schielandshuis Rotterdam
- 2000 Tijdgebonden: Almanakken en Kalenders, Koninklijke Bibliotheek Den Haag[3]